# Adam and Dog
Adam and Dog é um curta-metragem de animação de 2011 dirigido por Minkyu Lee. Como reconhecimento, foi nomeado ao Oscar 2013 na categoria de Melhor Animação em Curta-metragem.